# موش‌های گوزنی
موش‌های گوزنی (به انگلیسی: deer mice) یا گوزن‌موش‌ها (به انگلیسی: deermice) نام یک سرده (نام علمی: Peromyscus) از زیرخانواده سینی‌دندانیان است.